# Fred des Cavernes
 (octobre 2020).
Fred des Cavernes (Fred The Caveman) est une série télévisée d'animation canado-française en treize épisodes de 22 minutes (ou 39 segments de 7 minutes) créée par Jacques Bastello, qui suit sur les mésaventures de l'homme des cavernes titulaire. La série est produite par Antefilms et Tube Studios,, et diffusée du 2 septembre au 1er novembre 2002 sur Télétoon, et en France sur M6, l'ancienne chaîne étant impliquée dans la production dès 1999.

## Personnages
- Fred : un homme des cavernes au caractère très spécial. De nature impulsif, bagarreur et peu réfléchi, il s'attire toujours des ennuis de manière absurde.
- Emma : une femme des cavernes intelligente, dont Fred est fou amoureux.
- Max : un autre homme des cavernes souvent en compétition avec Fred. Il est plus proche d'Emma, car il est un peu efféminé.
- Le chien de Fred : un chien fainéant mais bienveillant. Il se fait crier dessus par son maître à plusieurs reprises : Je t'ai dit des millions de fois de ne pas me lécher.

## Voix
- Patrick Guillemin : Fred
- Claire Guyot : Emma
- Philippe Peythieu : Max

## Liste des épisodes
L'unique saison est composée de 39 épisodes d'environ 7 minutes chacun.
1. Panique dans la jungle
2. Oscar, la tortue
3. Le magicien
4. Les œufs brouillés
5. Le poisson-chien
6. Déménagement
7. Le piège d'amour
8. Un singe amoureux
9. Le chien des cavernes
10. Salade de fruit… jolie, jolie
11. La planète des singes
12. Ah les filles !
13. Attention, dangereux Alien
14. Cannibale, cannibale
15. L'amour fou
16. Fred haute couture
17. Le plan de la pyramide
18. Fred X-Files
19. Égratignure ou reniflement
20. Max le macho
21. Il est vraiment malade
22. Voyage dans le temps
23. Roi d'un jour
24. Sorcier ou escroc
25. Voisins bruyants
26. Je ne suis pas un héros
27. Super chien
28. Gentil, Fred, gentil
29. Fred l'avare
30. Castor qui en veut
31. Marchand d'esclaves
32. La potion de l'amour
33. Max rasé de près
34. Dangereux désordre
35. À la diète, Fred !
36. Attention à la femme
37. Fred le cerveau
38. Vaudou, pas du tout
39. Marathon pour Fred

NB : L'attribution des no 3, 1#, 14, #4, #5, #9, 3#, 32 et 33 aux épisodes listés ci-dessus est fait selon leur diffusion actuelle sur Télétoon ; la chaîne a en effet mis de l'ordre dans sa programmation et si ces épisodes n’ont toujours pas de numéro officiel, ils sont diffusés systématiquement dans cet ordre ces derniers mois.